# التهاب كبيبات الكلى الغشائي
التهاب كبيبات الكلى الغشائي هو مرض كلوي مترقٍّ ببطء، يصيب بشكل أساسي الأشخاص الذين تتراوح أعمارهم ما بين الثلاثين والخمسين عامًا، القوقازيين عادةً.
هو السبب الثاني الأكثر شيوعًا للمتلازمة الكلوية (النفروزية أو الكلائية) لدى البالغين بعد تصلّب الكُبيبات القطعي البؤري (FSGC).

## العلامات والأعراض
قد يتظاهر المرض عند بعض الأشخاص بمتلازمة كلوية مع بيلة بروتينية ووذمة (استسقاء) –أي احتباس السوائل في الجسم- مع أو بدون قصور كلوي (فشل كلوي). وربما لا تظهر تلك الأعراض على آخرين، وفي هذه الحالة، يُشخصون عن طريق تحليل البول الذي يكون محتويًا على كميات كبيرة من البروتين. ومع ذلك، يتطلّب التشخيص النهائي لاعتلال الكلى الغشائي إجراء خزعة كلوية.

## الأسباب

### أوليّ / مجهول السبب
تُصنف 85% من الحالات على أنها التهاب كبيبات الكلى الغشائي الأولي، وتُعتبر ذاتية الحدوث أو مجهولة السبب (غير معروفة المصدر أو السبب). ويمكن الإشارة إلى هذا باعتلال الكلى الغشائي مجهول السبب. حددت إحدى الدراسات الأجسام المضادة لمستقبلات الفوسفوليباز A2 النمط-M في 70% (26 من 37) من الحالات التي قُيّمت. في عام 2014، اكتُشف مستضد ذاتي ثانٍ، وهو نظام (THSD7A) الحاوي على كميات غير محددة من الثرومبوسبوندين من النمط الأول، قد يشكّل 5-10% من الأسباب الإضافية لاعتلال الكلى الغشائي. وضعت دراسات أخرى إنزيم الإندوببتيداز المتعادل وألبومين المصل البقري الكاتيوني ضمن المستضدات التي يمكنها أن تسبب اعتلال الكلى الغشائي.

### ثانوي
باقي الحالات هي حالات ثانوية بسبب:
- الحالات المناعية الذاتية، (مثل الذئبة الحمامية الجهازية).[5]
- العداوى (الإنتانات)، (مثل الزهري والملاريا والتهاب الكبد B والتهاب الكبد C، وفيروس عوز المناعة البشري).[6]
- العقاقير، (مثل الكابتوبريل، ومضادات الالتهاب غير الستيرويدية، والبنسيلامين، والبروبينسيد، والبوسيلامين، والتيوبرونين، والعلاج المضاد لعامل نخر الورم TNF).[7]
- الأملاح غير العضوية، (مثل الذهب، والزئبق).[8]
- الأورام، الأورام الصلبة في الرئة والقولون بشكل شائع، والابيضاض اللمفاوي المزمن (اللوكيميا لمفاوية الخلايا) الأقل شيوعًا.

## آلية نشوء المرض
يحدث التهاب كبيبات الكلى الغشائي نتيجة تكوّن معقّدٍ مناعي داخل الكبيبات. تتشكل تلك المعقدات بترابط الأجسام المضادة مع المستضدات في الغشاء القاعدي للكبيبات. قد تكون المستضدات جزءًا من الغشاء القاعدي نفسه، أو قادمة من مكان آخر عبر الدوران الجهازي.
يؤدي المعقد المناعي دوره كمحفز يثير استجابة عناصر المتممة C5b-C9، التي تشكّل «مُعقد مهاجمة الغشاء MAC» على الخلايا الظاهرية للكبيبات. هذا بدوره يحفز إطلاق البروتيازات (شاطرات البروتين) والمؤكسِدات بواسطة الخلايا الظهارية والخلايا الميزانشيمية (الخلايا المسراقية)، مدمرة جُدُر الشعريات الدموية ما يجعلها تُسرّب السوائل. بالإضافة إلى ذلك، يبدو أن الخلايا الظهارية تفرز وسيطًا غير معروف يُقلّل من تخليق بروتين النفرين وانتشاره.
في التهاب كبيبات الكلى الغشائي، خصوصًا الذي يسبّبه التهاب الكبد الفيروسي، يكون مستوى المتممة C3 في المصل مُنخفضًا.
يؤدي اعتلال الكلى الغشائي، كغيره من أسباب المتلازمة الكلوية (مثل تصلّب الكُبيبات القطعي البؤري والداء صغير التبدلات)، إلى الإصابة بجلطات دموية مثل الصمة الرئوية. يُعرف اعتلال الكُلى الغشائي بزيادته لهذا الخطر أكثر من الأسباب الأخرى للمتلازمة الكلوية، بالرغم من أن السبب وراء ذلك لم يتضح بعد.

## المورفولوجيا (علم التشكّل)
النقطة الواسمة لالتهاب كبيبات الكلى الغشائي هي وجود غلوبيولين مناعي تحت الخلايا الظهارية على طول الغشاء القاعدي الكبيبي.
- تحت المجهر الضوئي، يُلاحظ تسمّك منتشر في الغشاء القاعدي، وباستخدام صبغة جونز، سيظهر الغشاء القاعدي الكُبيبي بمظهر «شائك» أو «مُنخرب».
- تحت المجهر الإلكتروني، يبدو أن الرواسب تحت الخلايا الظهارية، والتي تحيط بالغشاء القاعدي الكبيبي، هي سبب تسمّكه. يظهر أيضًا امّحاء استطالات الخلايا القدمية. ومع تقدم المرض، ستتم تصفية تلك الرواسب في النهاية تاركة تجاويف في الغشاء القاعدي. ستُملأ هذه التجاويف بعد ذلك بمادة شبيهة بالغشاء القاعدي، وفي حال استمرار المرض، ستتصلب الكبيبات حتى تصبح كمادة زجاجية (هيالينية) في النهاية.
- سيكشف مجهر التألّق المناعي ترسّبات حبيبية نموذجية مكونة من الغلوبيولين المناعي والمتممة على طول الغشاء القاعدي.[10]

على الرغم من أن المرض يؤثر على الكبيبات بأكملها عادة، فقد يصيب أجزاءً منها فقط في بعض الحالات.

## العلاج
يُعالج اعتلال الكلى الغشائي الثانوي بعلاج المرض الأصلي. أما في اعتلال الكلى الغشائي مجهول السبب، فتتضمن الخيارات العلاجية الأدوية المثبّطة للمناعة، والتدابير غير النوعية المُضادة للبيلة البروتينية. يتضمن خط العلاج الأول المُوصى به: السيكلوفوسفاميد بالتبادل مع كورتيكوستيرويد.

### العلاج بالمثبّطات المناعية
1. الكورتيكوستيرويدات (الستيرويدات القشرية): لقد جُرّبت وكانت النتائج مختلطة، إذ أظهرت إحدى الدراسات قدرتها على منع الوصول إلى مرحلة القصور الكلوي لكن دون تحسّن البيلة البروتينية.
2. كلورأمبوسيل
3. سيكلوسبورين[13]
4. سيكلوفوسفاميد
5. تاكروليموس
6. ميكوفينولات موفيتيل
7. ريتوكسيماب

ربما تكمن الصعوبة في علاج التهاب كبيبات الكلى الغشائي في تحديد أي من الأشخاص مناسب للعلاج بمثبطات المناعة، وأيّهم مناسب للعلاجات المضادة للبيلة البروتينية. يأتي جزء كبير من هذه الصعوبة من ضعف القدرة على تحديد أي من المرضى سيطوّر الداء الكلوي النهائي أو مرضًا كلويًا شديدًا يتطلب إجراء التحال (غسيل الكلى). يجب أخذ الحذر عند التعامل مع الأدوية المذكورة سابقًا ومراجعة سجل الخطر/النفع الخاص بها، بسبب ما تحمله من أخطار على المريض.

## توقعات سير المرض
ثُلث المرضى الذين لم يُعالجوا يمكن أن يُشفوا بشكل تلقائي، والثلث الثاني يتقدم في الإصابة حتى يصل لمرحلة تتطلب التحال (غسيل الكلى)، أما الثُلث الأخير؛ فيستمر في المعاناة من البيلة البروتينية، لكنها لا تتطور لقصور كلوي.

## ترمينولوجيا (علم المصطلحات)
تشير مصطلحات اعتلال الكلى الغشائي واعتلال الكبيبات الغشائي إلى تركيبة معقدة متشابهة لكن دون افتراض وجود التهابات.
التهاب الكلى الغشائي (يشير هذا المصطلح إلى وجود التهاب، لكن الكبيبة غير مذكورة هنا بشكل واضح) أقل شيوعًا، لكن قد تصادفك هذه العبارة أحيانًا. وعادةً تُعتبر هذه الحالات سواءً.